# Campeonato Brasileiro de Seleções Estaduais de Voleibol
O Campeonato Brasileiro de Seleções Estaduais  de Voleibol  é uma competição brasileira de voleibol indoor, organizada pela CBV. O Campeonato Brasileiro de Seleções (CBS) foi criado visando a democratização do voleibol, além de ser "vitrine" para o surgimento e observação de novos valores em todas as regiões do Brasil.

## Divisões
Os Campeonatos Brasileiros de Seleções estão divididos em quatro categorias por faixa etária e estas estão subdividas em 1ª e 2ª divisões, totalizando em oito competições:
- Categoria Infanto-Juvenil  Masculino (Sub-18):
CBS Sub-18 da 1ª Divisão
CBS Sub-18 da 2ª Divisão
- Categoria Infanto-Juvenil  feminino (Sub-17):
CBS Sub-17 da 1ª Divisão
CBS Sub-17 da 2ª Divisão
- Categoria Juvenil  Masculino (Sub-20):
CBS Sub-20 da 1ª Divisão
 CBS Sub-20 da 2ª Divisão
- Categoria Juvenil  Feminino (Sub-19):
CBS Sub-19 da 1ª Divisão
CBS Sub-19 da 2ª Divisão

A Divisão Especial aconteceu em todas as categorias, tanto na modalidade feminina, quanto na masculina, tal competição perdurou até o ano de 2008.

## Competição
Não é permitida a participação de atletas de nacionalidade estrangeira e as competições são organizadas pela Federação sede e dirigidas pela CBV, por intermédio  de seu representante, membro da Comissão Executiva dos Campeonatos Brasileiros (CECB) e diretor da competição,  como também por  dois delegados designados pela Unidade de Competições de Quadra desta  referida Confederação, com a participação das Seleções das Federações Estaduais.
A disputa da 1ª Divisão é atualmente composta por 12 seleções, sendo que somente as nove primeiras colocadas permanecem e as três últimas descem para a 2ª Divisão; no tocante ao certame da 2ª Divisão, está composta por 15 participantes, os dois primeiros de cada chave se classificam para as quartas de final e os três primeiros sobem para a Divisão Principal.

## Edições
A respeito das edições já ocorridas, tem-se oficialmente os resultados listados pela entidade organizadora das competições ocorridas a partir do ano de 1995 até os dias atuais.